# Aielo de Malferit
Aielo de Malferit là một đô thị ở comarca Vall d'Albaida cộng đồng Valencia, Tây Ban Nha. Đô thị này có diện tích 26,74 km², dân số thời điểm năm 2006 là 4502 người.